# Notomastus ceylonicus
Notomastus ceylonicus är en ringmaskart som beskrevs av Pillai 1961. Notomastus ceylonicus ingår i släktet Notomastus och familjen Capitellidae. Inga underarter finns listade i Catalogue of Life.